# Morašice (okres Svitavy)
Obec Morašice se nachází v okrese Svitavy v Pardubickém kraji. Leží 5 km západně od Litomyšle. Žije zde 738 obyvatel.

## Historie
První písemná zmínka o obci pochází z roku 1226, kde se připomínají Předbor z Morašic a jeho syn Bludo. Až do 18. století ves náležela k panství litomyšlskému. Název obce se odvozuje od vsi lidí Morašových.

### Exulanti
Stejně jako z mnoha jiných obcí (např. Dolní Újezd, Vlčkov, aj.) odcházeli v době pobělohorské do exilu i nekatolíci z Morašic. V dobách protireformace žili poddaní ve strachu z toho, že opustí-li víru svých předků, nebudou spaseni, ale budou-li se jí držet, ztratí děti, svobodu nebo svůj život. V době, kdy litomyšlské panství patřilo hraběti Václavovi Trauttmansdorffovi a začal zde působit jezuita Musca z Hradce po způsobu římské inkvizice (kolem roku 1735), z Morašic prokazatelně emigrovali:
- Kristian Letochleb (1768 – 7.4.1745 Berlín), mlynář z Morašic,
- Jan Letochleb (1715 Morašice – 2.11.1776 Berlín), měšťan ve Friedrichově městě, které spoluzakládal,
- Václav Letochleb (21.10.1717 Morašice – 12.11.1778 Peitz u Chotěbuzi). Evangelický farář, studoval na univerzitě v Halle-Wittenbergu, ordinován byl v roce 1751, působil v exulanty založené Nové vsi (Postupim),
- Dorota Rejmanová, roz. Letochlebová (30.9.1718 Morašice – 26.5.1780 Berlín).[6] Její manžel (původem z Jeníkovic) se stal v Berlíně fabrikantem,
- Jan Soukup, kovář z Morašic.

## Pamětihodnosti
- Kostel svatého Petra a Pavla
- Karner (pozdně gotická kostnice)
- Socha svatého Jana Nepomuckého u kostela
- Roubený mlýn (ve zříceninách)
- Fara
- Rychta
- Množství původních usedlostí

## Části obce
- Morašice
- Lažany
- Řikovice
- Višňáry

V roce 1869 a od 1. července 1965 do 31. srpna 1990 k obci patřil i Tržek.

## Galerie

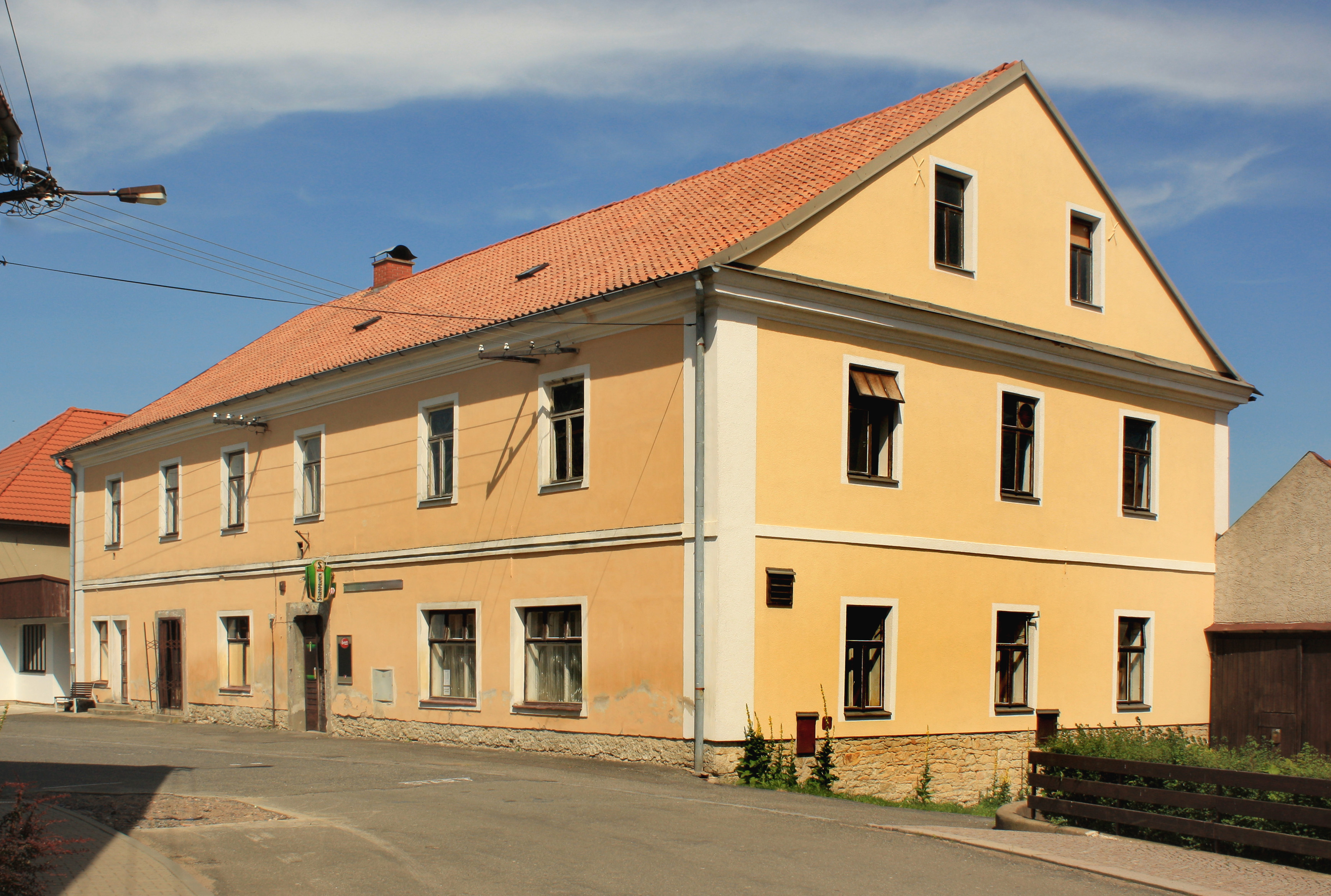
Restaurace
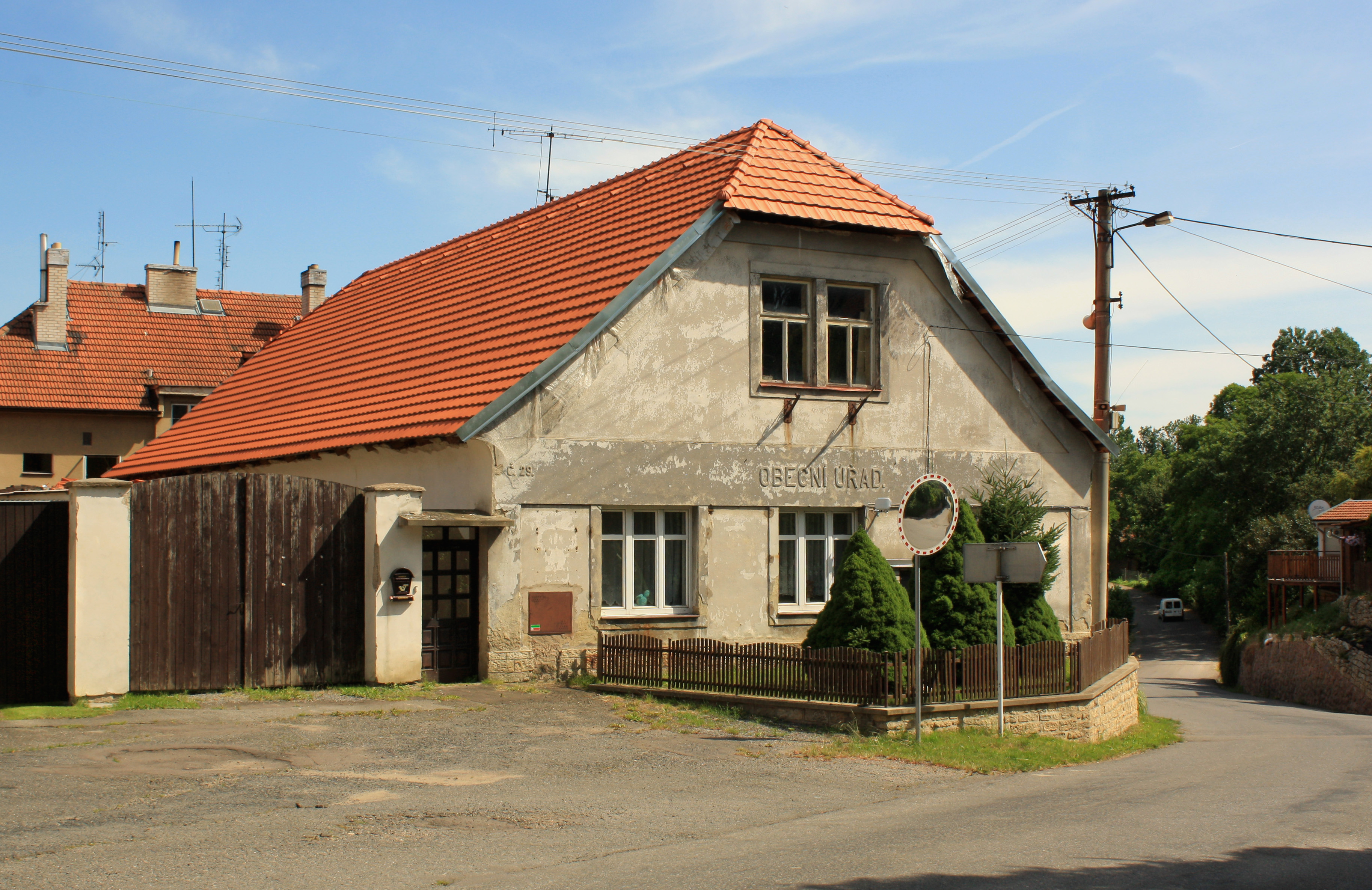
Bývalá budova obecního úřadu
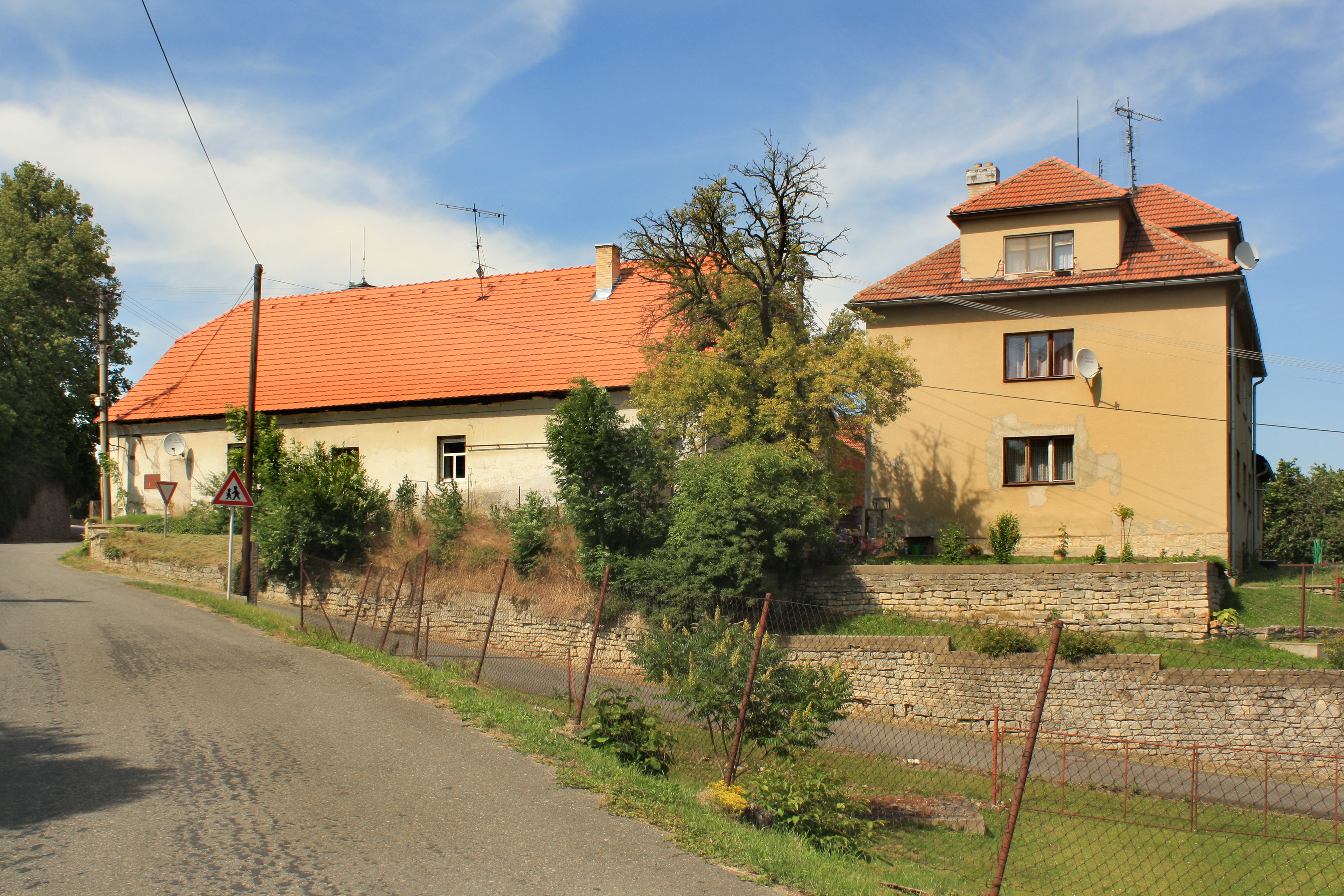
Domy při silnici od Lažan